# 로버트 퍼트넘

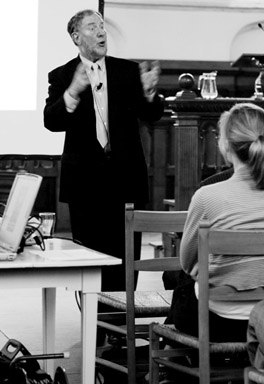
로버트 퍼트넘

로버트 데이비드 퍼트넘(Robert David Putnam, 1941년 1월 9일 -)은 미국의 정치학자이자 하버드 대학교 교수이다. 시민참여와 시민사회, 사회적 자본에 관한 글로 유명하다. 그 외에도 국제 협약은 국내에 이익을 가져다 줄 경우에만 타결된다는 “2차 게임모델(two-level game)”을 발전시켰다.
대표 저서 《나 홀로 볼링》(Bowling alone)에서 미국 사회는 1960년대 이래 시민, 사회, 협동, 정치생활(즉 사회적 자본)의 유례없는 쇠퇴에 직면하고 있으며 심각한 결과를 초래하고 있다고 주장한다. 사회적 자본의 감소를 다른 많은 변수의 데이터를 통해 입증하지만 핵심적인 것은 볼링 리그의 회원수로 대표되는 전통적 시민, 사회, 조합 조직의 회원수가 줄어들고 있다는 것을 통해 입증한다.
퍼트넘은 사회적 자본을 결합(Bonding)과 연결(Bridging) 사회적 자본으로 구분한다. 결합 사회적 자본은 또래, 같은 인종, 같은 종교와 같은 사회화 과정에 동일한 특성들 사이에 생겨나는 사회적 자본을 말한다. 다인종 사회에서 평화로운 사회를 만들기 위해서는 다른 사회적 자본, 즉 연결사회적 자본이 필요하고 주장한다. 연결 사회적 자본은 다른 축구 팀의 팬클럽과 같은 이질적인 집단 사이에 생기는 사회적 자본을 말한다. 퍼트넘에 의하면 두 사회적 자본은 상보적으로 강화한다고 주장한다.

## 약력
퍼트넘은 1963년 스와스모어 대학교를 졸업하고, 풀브라트 장학금을 통해 옥스퍼드 대학교에서 공부한다. 예일 대학교에서 석사와 박사학위를 취득했다. 미시건대에서 강의하기도 했으며 1979년 하버드 대학교 교수로 취임했다. 케네디 행정 스쿨 학장등을 역임했고 현재 공공 정책분야의 말킨 교수로 재직중이다.
그의 사회적 자본에 관한 첫 저서는 이탈리아 지역정부간 비교연구를 한 《사회적 자본과 민주주의》 이었다. 이 책을 통해 민주주의의 성공은 사회적 자본을 구성하는 수평적 연결에 달려 있다는 주장을 하는데, 이를 통해 퍼트넘은 학계의 주목을 받게 된다.
1995년 《Journal of Democracy》에 〈혼자 볼링치기: 미국 사회적 자본의 쇠퇴〉(Bowling Alone: America's Declining Social Capital)를 기고하는데 이 논문은 널리 읽혔을 뿐 아니라 퍼트넘에게 큰 명성을 가져다주었다. 당시 대통령인 빌 클린턴에게 초대받기도 했다. 그에 대한 비판이 없는 것은 아니었다. 퍼트넘이 새로운 조직과 사회적 자본의 형태를 무시하고 있다고 비판받기도 하고, 사례에 포함된 조직들이 인권운동의 억압과 반 평등주의 사회적 규범의 확산에 책임이 있다고 비판받기도 하였다.
2000년 원래 논문에 새로운 증거자료와 비판에 대한 답변을 첨가해서 《나 홀로 볼링 : 사회적 커뮤니티의 붕괴와 소생》(Bowling Alone: The Collapse and Revival of American Community)을 출판한다. 그가 제시한 증거자료 중 가장 빈번하게 인용되는 사실은 지난 15년간 미국에 볼링을 치는 사람수는 늘어 났지만 볼링리그의 수는 감소했다는 것이다.
그는 현재 미국의 사회적 자본의 부활을 위해 노력하고 있다. 학자, 시민사회지도자, 언론인, 정치가들 사이의 토론 모임인 '사구아로 세미나'를 통해 미국인들을 어떻게 공동체와 다시 연결시킬까하는 전략에 대해 토론하는 자리를 마련하고 있다. 이 토론의 결과는 책이나 웹사이트 〈베터 투게더〉(better Together)를 통해 공개되고 있다. 특히 베터 투게더는 활발하고 새로운 형태의 사회적 자본을 미국에서 형성하기 위한 케이스 스터디에 초점을 맞추고 있다.

## 주요 저서
- Bowling Alone: The Collapse and Revival of American Community (2000) 정승현 역, '나 홀로 볼링', 페이퍼로드, 2009 ISBN 978-89-92920-26-1 (퍼트넘은 미국 문화의 "자발적인 사회"에서 참여문화 감소에 대하여 우려를 표하였다. 즉, 제목이 의미하는 바와 같이 미국인들은 볼링경기에서 팀플레이로 하기 보다는 개인적으로 따로 혼자서 플레이한다는 것이다. 이것은 사회적 네트워크 즉, 함께 식사하고, 마시는 것보다, 혼자서 즐기기 때문에 '사회적 자본'의 손실을 가져왔다고 주장한다. 즉, 시민사회로의 건강한 참여의 전제조건인 대중적 특징의 좋은 면들의 감소를 가져온 것을 의미한다. )
- Our Kids: The American Dream In Crisis (2015) 정태식 역, '우리 아이들', 페이퍼로드, 2017 ISBN 979-11-86256-57-2
- The Beliefs of Politicians: Ideology, Conflict, and Democracy in Britain and Italy (1973)
- The Comparative Study of Political Elites (1976)
- Bureaucrats and Politicians in Western Democracies (with Joel D. Aberbach and Bert A. Rockman, 1981)
- Hanging Together: Cooperation and Conflict in the Seven-Power Summits (with Nicholas Bayne, 1984, revised 1987)
- Making Democracy Work: Civic Traditions in Modern Italy (with Robert Leonardi and Raffaella Nannetti, 1993) 안청시 외 역 ‘사회적 자본과 민주주의'. 박영사. 2006
- Democracies in Flux: The Evolution of Social Capital in Contemporary Society (Edited by Robert D. Putnam), Oxfort University Press, (2002)
- Better Together: Restoring the American Community (with Lewis M. Feldstein, 2003)